# Cabeço do Carneiro
O Cabeço do Carneiro é uma elevação portuguesa localizada no concelho das Lajes do Pico, ilha do Pico, arquipélago dos Açores.
Este acidente geológico tem o seu ponto mais elevado a 364 metros de altitude acima do nível do mar. Na sua proximidade encontra-se a aldeia da Altamora, localidade da Piedade, o Cabeço do Caminho Escuro e o Cabeço da Lambisca.